# 戈登·弗里思
戈登·弗里思（英語：Gordon Freeth，1914年8月6日—2001年11月27日），澳大利亚男子赛艇运动员。他曾代表澳大利亚参加1938年大英帝国运动会赛艇比赛，获得男子四人单桨有舵手金牌。